# Gaspar de Villarroel
Fray Gaspar de Villaroel Ordóñez  (Quito, 1587 - La Plata, 12 de octubre de 1665) fue un sacerdote de los agustinos y arzobispo español que se desempeñó como obispo Santiago de Chile (1637), de Arequipa y arzobispo de La Plata. Es conocido por sus escritos abundantes, dentro de los que destacan el "Gobierno Eclesiástico Pacífico" que publicaría al final de su vida después de una larga experiencia en los obispados de tres cabildos. Su carrera empezaría a partir de su viaje a España, donde viviría los últimos años del Siglo de Oro español que a su vez influenciaría sus escritos. Ahí destacaría como predicador en la Capilla Real, lo que le permitiría a su vez ser designado como obispo en la ciudad de Santiago de Chile. Ahí enfrentaría el famoso terremoto de 1647, que destruiría gran parte de los edificios virreinales y Villarroel destacaría por su liderazgo ante este hecho. La historiografía posterior basa las estimaciones de los daños de este desastre en parte en sus escritos. Por otro lado en Ecuador, es considerado como uno de los iniciadores de la literatura, especialmente a partir del estudio realizado por Gonzalo Zaldumbide como parte de la "Biblioteca Ecuatoriana Mínima". Esto se debe a que sus ensayos fueron realizados de manera independiente de la cátedra universitaria que era donde se concentraban principalmente las publicaciones de los teólogos contemporáneos de la escolástica de Quito. Sus escritos son una aplicación tanto de derecho civil como canónico, unido a su experiencia personal y su personalidad pacífica que le permitieron resolver conflictos en su tiempo.

## Biografía

### Inicios y estudios
Nació en la Real Audiencia de Quito, pocos años después de su fundación el 18 de septiembre de 1564. Fue hijo de un hombre pobre que escribía poesía llamado igualmente Gaspar de Villarroel quien había vivido en la Real Audiencia de Guatemala y de su madre Ana Ordóñez de Barquisimento. Desde tempranos años ingresa en la carrera eclesiástica donde da muestras de su valía, va en el púlpito, como también en la larga lista de obras que salieron de su puño y letra. Consideraba que había heredado de su padre el gusto por las letras puesto que afirmó que fue “de los mayores letrados de Indias”. Gaspar de Villarroel realizó sus estudios superiores de Cánones en la Universidad Mayor de San Marcos, en Lima donde se doctoró, y en 1607 ingresó a la Orden de San Agustín. Como religioso se dedicó al estudio de las Ciencias, Artes y Teología. Obtuvo su grado de doctor y ejerció la docencia en la Universidad de San Marcos. 

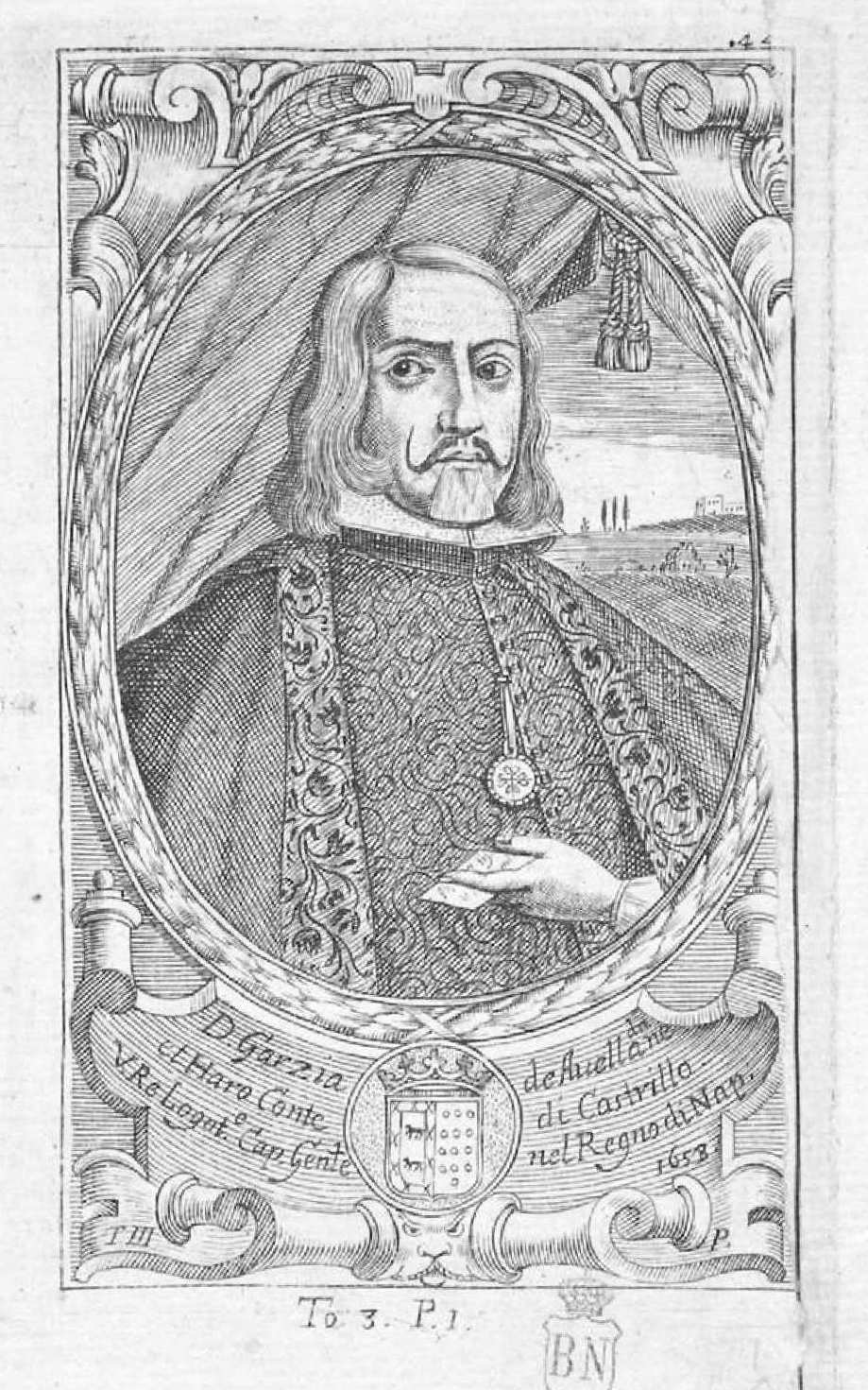
García de Avellaneda y Haro

### Viaje a España, de la predicación al obispado
Siempre soñó con viajar a España, algo que se propuso desde joven y logró hacerlo después de terminar sus estudios. Ahí tendría una destacada participación que le llevaría a convertirse en el predicador de la Capilla Real, gracias al apoyo de personas que creían en su talento como García de Avellaneda y Haro, el conde de Castrillo que abogaría por él. Sobre sus sermones se recuerda que diría verdades, "sin embozo, pero sin insolencia". Esto fue a su vez apreciado por lo que Felipe IV lo estimó mucho y le recompensó con el obispado de Chile. Por esta razón recordaría en su libro que "A mí me hicieron Obispo por predicador, y sé del arte lo que basta para apacentar mis ovejas". Además de ello, su vida permite ver la relación que existía entre los españoles americanos y peninsulares, y cómo fue recibido el fin del siglo de oro en la península a los ojos de un americano cultivado en las letras. Esta dimensión de su vida fue explorada por Zaldumbide quien describiría aquellos años culturales en los que acababan de morir Luis de Góngora, Bartolomé Leonardo de Argensola y Lupercio Leonardo de Argensola. Mientras estuvo allá se llevaron a cabo los funerales de Lope de Vega y la disputa literaria vería a los gongoristas triunfar, aunque se había publicado hace poco el "Antídoto contra las soledades". Durante su estancia todavía escribían Francisco de Quevedo, Vélez de Guevara, Tirso de Molina, Baltazar Gracián, Calderón de la Barca y Francisco de Rojas. Por esta razón, creía Zaldumbide que se basaría su amor por la monarquía que le motivaría a decir su famosa frase:

Dichosa empresa de los reyes españoles: dos nuevos mundos, las dos Indias, donde los leones fueron a dar vida en las ovejas que andaban desvalidas. Felices aquellos que arriesgaron sus vidas por creerle a Cristo el esplendor que Él dice que le tiene cuando la gentilidad se reduce. Traza de su gran providencia, depositar en estas tierras tantos tesoros, para que siquiera eso, cuando faltase el espíritu, llevase a aquellos bárbaros al socorro.
Gaspar de Villarroel - Gobierno Eclesiástico Pacífico

### Obispado de Santiago de Chile

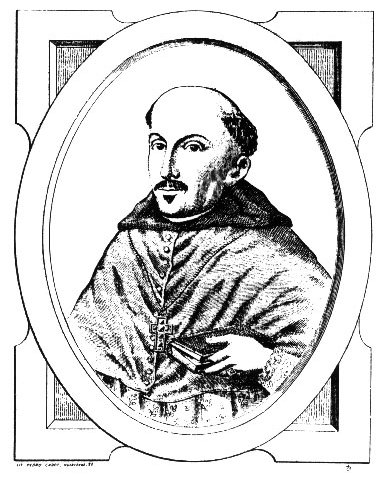
Retratado en la Historia de la literatura colonial de Chile 1878

En 1637 fue designado como obispo de Santiago de Chile, ante lo cual ya había ganado fama por sus capacidades administrativas e inteligencia. En sus escritos recuerda el consejo que le daría el Virrey del Perú y Conde de Chinchón Luis Jerónimo Fernández de Cabrera y Bobadilla quien el aseguraría que en España ya eran conocidos sus escritos y que además, el Supremo Consejo lo había visto actuar en el púlpito por lo que había cobrado fama y sus obras ya fueron impresas y circulaban: "Vuestra Señoría es en España conocido por las partidas todas referidas; lo que no se puede saber es si sabrá gobernar", a esto añadiría el consejo que guardaría y reproduciría en sus escritos posteriores: "En que se cifra toda razón de Estado que cabe en un buen gobierno: no lo vea todo, ni lo entienda todo, ni lo castigue todo", lo que por lo demás expresa mucho de la forma de gobierno durante la monarquía española en América. Sin embargo, su gobierno sería pacífico, caracterizado por su cordura y felicidad y por su personalidad al no ser nunca litigioso o agresivo. de competencias. Por esta razón, Toribio Medina decía que los oidores de Santiago tenían una opinión honrosa de su gobierno en varias de las comunicaciones que escribían al Consejo de Indias. 

#### El terremoto de 1647

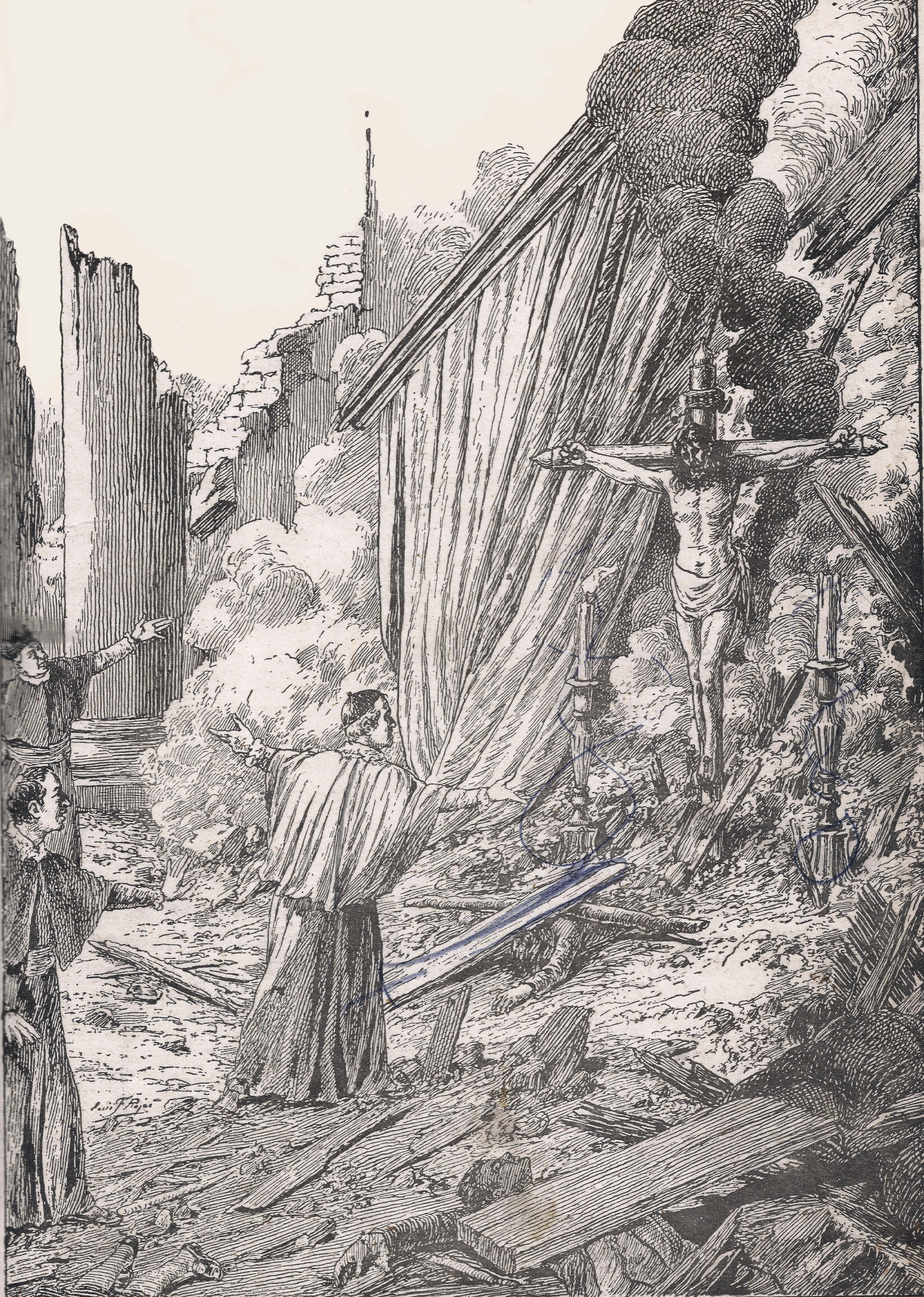
El milagro del Cristo de la Agonía en el terremoto de 1647.

Mientras era Obispo de Santiago ocurrió el llamado Magno Terremoto del 13 de mayo de 1647. Según su propio relato "salvó con vida después de caerle encima una viga que lo tiró al suelo bañándolo en sangre". Luego del terremoto se encontró la escultura del Cristo de Mayo de la Iglesia de San Agustín intacto pero con la corona de espinas en su cuello. El Obispo mandó a sacar la imagen en procesión por la ciudad destruida y se detuvo en la Plaza de Armas donde para consolar a la población dio un sermón. Esta procesión se sigue haciendo todos los años desde 1647.
Cuenta la experiencia que Villarroel "herido y extenuado, incapaz de andar por sus pies, se hizo subir sobre un caballo, y recorrió las calles para socorrer a los que sobrevivían  y auxiliar a los que agonizaban." Al día siguiente del desastre natural se encontraba "el anciano obispo, molido por los machucones de los escombros y extenuado por el insomnio y por 24 horas de ardua labor, se hizo subir al tablado en que se había puesto al Cristo de San Agustín, y desde allí predicó durante hora y media la fe y la esperanza en el Dios de bondad y de misericordia, que llenaba su alma de verdadero cristiano". Estas historias fueron testimonio de su piedad y fuerza y le granjearon fama como una persona que enfrentó a la catástrofe con valentía. Los estudios posteriores de este hecho histórico llegan a estimar que entre 600 y 1000 personas murieron en el evento que arrasó con casi la totalidad de las construcciones coloniales de las ciudades afectadas. Por su parte Villarroel estimó en 710 000 ducados (987 860 pesos) las pérdidas sufridas por la Iglesia católica. Por otro lado, la Real Audiencia elevó las cifras al doble para las pérdidas totales.

### Obispado de Arequipa y Charcas

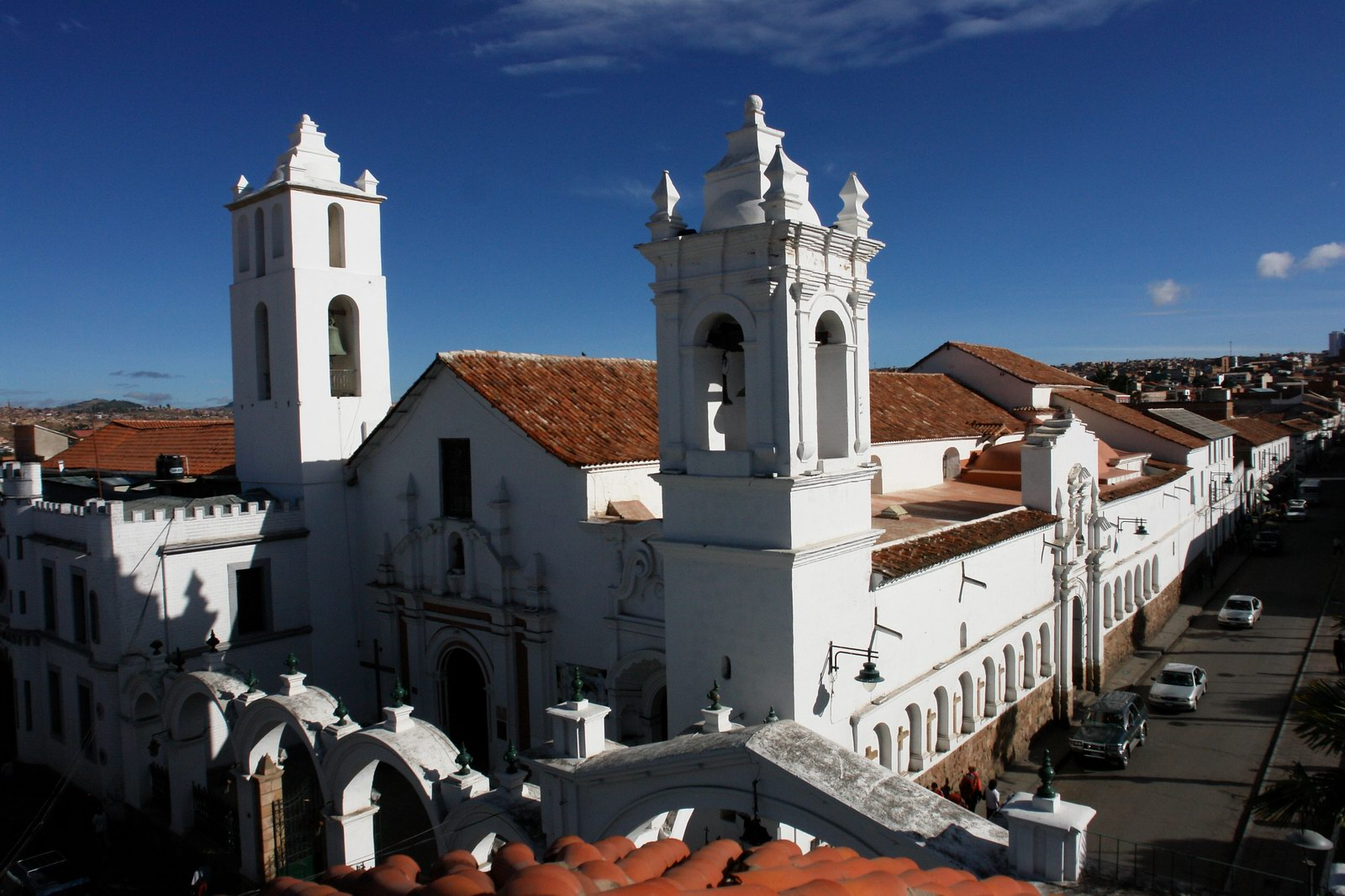
Catedral de Charcas, que colaboró en su construcción

En julio de 1651 fue nombrado obispo de Arequipa. A juicio de Gonzalo Zaldumbide crítico literario, si Gaspar de Villarroel no hubiera salido de su ciudad natal, probablemente no habría cobrado la fama que ganó a partir de su participación en el obispado en los municipios australes del Virreinato del Perú. Esto principalmente debido a que no habría tenido el incentivo de "ejercitar ciertos dones suyos" para la prosa, así como también ejercer con virtud su cargo para afrontar las duras adversidades que le esperaban en esta etapa de su vida. En Arequipa emprendería pues la construcción de la catedral y desplegaría sus labores religiosas con mucha efectividad. Sería pues en esta época, después de una larga carrera en varios municipios y tras haber enfrentado adversidades que dedicaría su tiempo a terminar su famoso libro "Gobierno eclesiástico pacífico" donde vuelca sus conocimientos de derecho civil como canónico.
A los seis años de gobierno sería trasladado ahora a la Real Audiencia de Charcas donde enfrentaría muchas adversidades. Para empezar el viaje, en 1660 marchó desde la ciudad de Arequipa hacia el Alto Perú, actual Bolivia y en la ciudad de Charcas fundó el monasterio de monjas carmelitas, colaborando a su vez en la construcción de la catedral. Murió el 12 de octubre de 1665 en esa ciudad que para la época formaba parte del Virreinato del Perú. Dentro de las historias que se conoce de su persona se dice que "cuando falleció, se le encontraron por todo caudal seis reales de plata que llevaba en sus bolsillos."  Su cuerpo reposa en el convento de las monjas Carmelitas de la ciudad, que él había mandado construir. Hombre que tuvo que luchar contra los prejuicios existentes, se dedicó de lleno a la tarea que le imponían sus capacidades, ganándose el éxito y, desde luego, la gloria de ser el más encumbrado representante de la manifestación cultural ecuatoriana en el siglo XVII.

## Obra

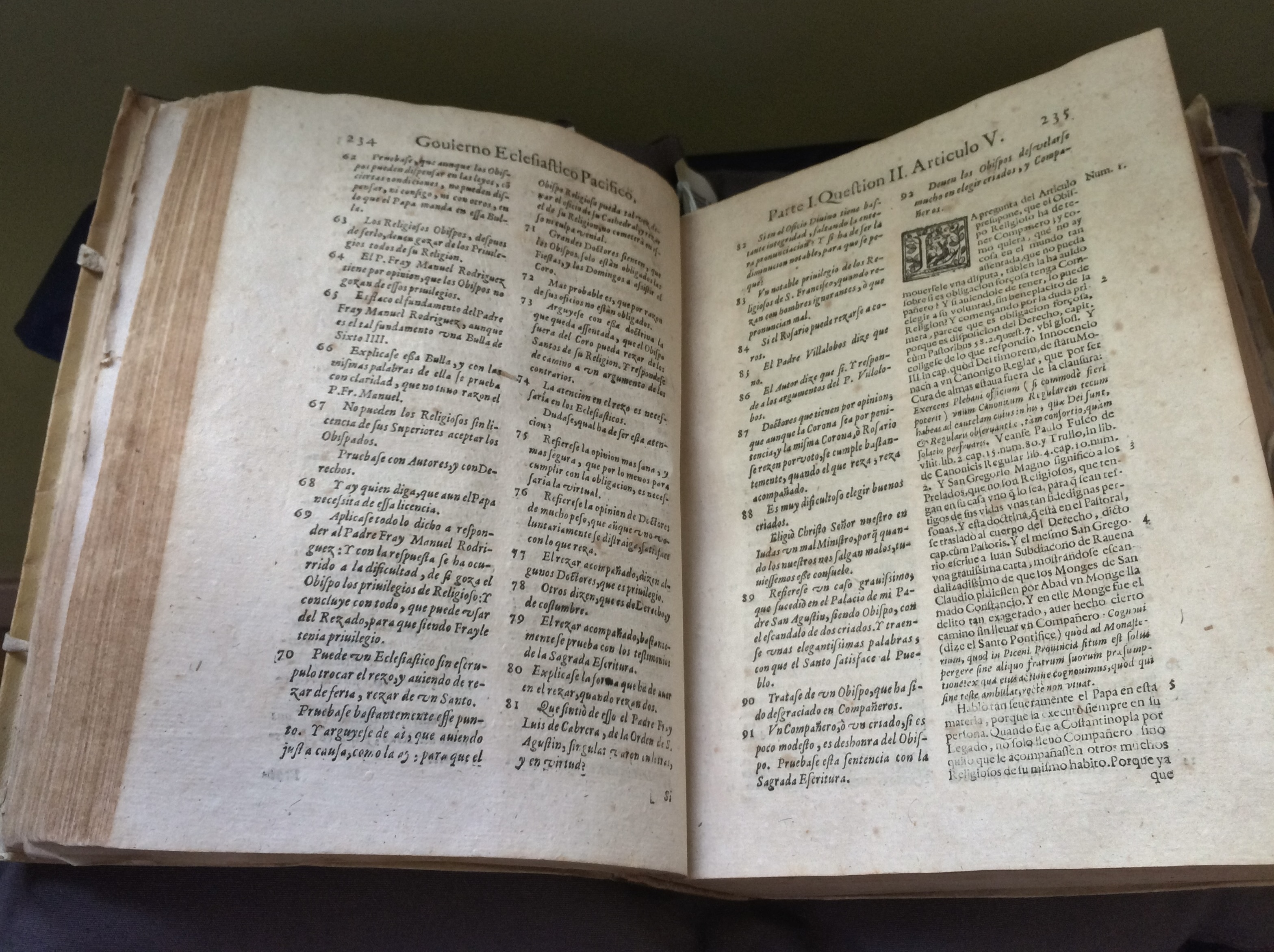
Govierno eclesiastico pacifico, y union de los dos cuchillos, pontificio y regio (1656), Gaspar de Villarroel. BNEE, Quito.

Sus escritos en su mayoría religiosos se concentraron en su trabajo en los obispados que tuvo que dirigir. Sin embargo también dedicaría un estudio a la "Historias Sagradas y Eclesiásticas Morales" de alto valor historiográfico, así como sus ensayos escritos al final de su vida publicados bajo el título "Gobierno Eclesiástico Pacífico".

### Historia y ensayos
- Gobierno Eclesiástico Pacífico, unión de los dos cuchillos Pontificio y Regio
- Historias Sagradas y Eclesiásticas Morales, con quince misterios de nuestra fe, de que se labran 15 coronas a la Virgen Santísima Señora Nuestra. Parte I y II
- Catorce cartas al Rey y diez R.C. del Rey al Obispo
- Relación del terremoto que asoló la ciudad de Santiago de Chile en las ruinas del Perú

### Teología, tratados y comentarios
- Cuestiones Quodlibéticas escolásticas y positivas
- Semana Santa y tratados de los comentarios y dificultadas y discursos literales y místicos sobre los Evangelios de la Cuaresma. Parte I y II
- Comentarios literales de los jueces ilustrados con aforismos morales, publicado bajo el título en latín "Judices Commentariis literalibus cum moralibus aphorismis ilustrati"
- Comentarios, dificultades y discursos literales, morales y místicos, sobre los Evangelios de los Domingos de Adviento y de todo el año. Parte I y II

### Sermones
- Comentarios y dificultades y discursos literales sobre los Evangelios de la Cuaresma. Primera y segunda parte
- Sermón de la Canonización del Glorioso San Ignacio de Loyola
- Sermón en la fiesta que celebró la Religión de Nuestro Patrono San Agustín en el Convento de San Felipe a los desagravios del Smo. S. del Altar por los desacatos que le hicieron en el saco de Tirlimón
- Sermón de Nuestro Patrono San Agustín
- Oraciones diarias y nocturnas publicado bajo el título "Preces Diurnae et nocturnae"

## Estilo y crítica

### Oratoria y gustos literarios

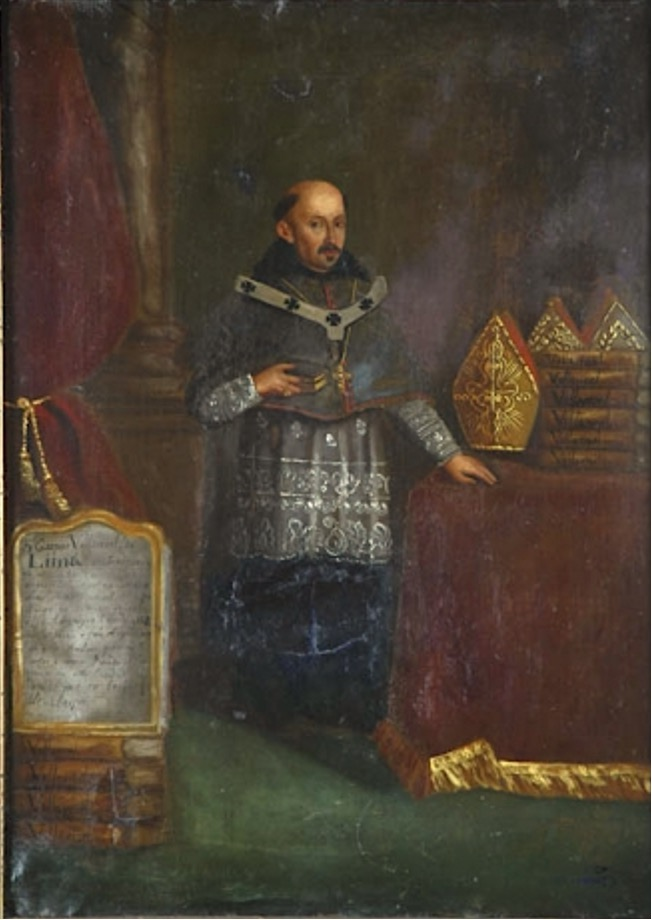
Retrato de Gaspar de Villarroel, siglo XVII

Vilarroel tenía talento como orador, tanto así que gracias a la simpatía de don García de Haro, llegó a ser nombrado predicador de Su Majestad. Todo esto después de haber tenido éxito con sus sermones en el convento de Constantinopla. Este hecho fue recordado gratamente por el autor en su obra Historias Sagradas y Eclesiásticas Morales. A esto se le suma su gusto por el teatro por lo que defendía a Lope de Vega, ya que era muy tolerante para con los comediantes, que en esa época eran considerados atrevidos y libres. No admitía quienes condenaban al dramaturgo mandándolo al infierno puesto que consideraba que había "dado a Dios (al mismo tiempo que al teatro) lo asentado y sesudo de su edad". Le gustaba tanto el teatro que una vez salió clandestinamente con un compañero del convento y fue sorprendido en el acto, algo que el recordaría por el bochorno que le hizo llenar de vergüenza. Tal es así que para festejar su elevación al Obispado, quiso recrear a sus compañeros de la orden de San Agustín tres comedias, costeó el total de la presentación pero no pudo llegar a la aprobación por el parte del Presidente del Consejo de Castilla.

### Gobierno Eclesiástico Pacífico
Es la obra más notable de Villarroel. “Allí trata de asuntos de grande interés sobre los negocios eclesiásticos de América, los ventila con grande erudición y profundos conocimientos en materias teológicas, morales y políticas. Según cuenta Pablo Herrera González en su Antología de Pensadores Ecuatorianos en este momento sería cuando el Conde Campomanes quien en sus Regalías de España había dicho que Villarroel dejó "admirables documentos para el uso e inteligencia del derecho de patronato real", se expresaría más adelante sobre él en los siguientes términos: 
El Obispo Villarroel, en su Gobierno Eclesiástico, dejó admirables documentos por el mismo método de Don Juan de Solórzano, para el uso e inteligencia del derecho de patronato real.
Además, sobre esta obra dedicó un estudio Gonzalo Zaldumbide que lo publicó por su cuenta en "Cuatro Clásicos Americanos", en un libro específicamente dedicado al llamado "Gaspar de Villarroel" y dentro de la Biblioteca Ecuatoriana Mínima. Allí destaca el estilo ameno del escritor de marras, su erudición y sus posibles gustos literarios, como el teatro. La importancia de esta obra lo convierte en el primer prosista de la Real Audiencia de Quito, actualmente Ecuador. Al haber sido un libro que fue escrito por fuera de la universidad, lo hace mucho más especial pues muestra a Villarroel con conciencia de autor, y le motiva a expresar su estilo propio. Esto no era el caso con la mayoría de libros que se publicaban en esa época puesto que eran en general peticiones específicas o libros de texto de algún curso en particular, como fue el caso de otros autores destacados de esa época, por ejemplo Leonardo Peñafiel, Alfonso Peñafiel o Jacinto Morán de Butrón. Adicionalmente, es a partir de la segunda mitad del siglo XVII que empiezan a quedar libros de autoría propia escritos en la Real Audiencia de Quito y que tienen aportes originales separándolos de los que se habían escrito antes como repeticiones de otros libros peninsulares.
El objetivo de la obra, como su título lo dice es el de conciliar "las dos cuchillas", es decir el Rey y el Papa, que formaban el centro de la vida en la época Virreinal, y que a su juicio no solo estaban separados sino encontrados. A su vez la estructura del libro se divide en veinte secciones entre los dos tomos, que se subdividen a su vez en varios artículos con temáticas tan particulares como: la conducta y dignidad de los obispos, el vestuario que deberían tener los oidores, el tamaño del cabello de los religiosos, las prerrogativas de las Audiencias, el celibato, la asistencia a las corridas de toros, el teatro, entre otras cosas. 

## Recepción de su obra
Villarroel al ser un escritor del siglo XVII ha visto su obra compartir los juicios críticos característicos que se emiten sobre los escritos de esa época, finales del siglo de oro español. Se conoce pues el parecer del historiador José Ignacio Eyzaguirre, quien en su libro titulado Historia Eclesiástica de Chile, se refirió a los escritos de Villarroel como una obra que propone dificultades que son las mismas de los antiguos heresiarcas y que muchas veces sus argumentos se basan demasiado en sutilezas escolásticas. Por otro lado, el autor Gonzalo Zaldumbide recoge la lectura de Medina en donde resume la obra de la siguiente manera:

Villarroel no inventa los hechos o la ficción, si es que la hay, pues no hace más que estudiarlos en su original para transcribirlos revestidos de lenguaje claro, preciso, lacónico y firme, a veces destituido de gracia, y siempre inspirado por la fe más sincera y el más firme propósito de encaminar a la práctica del bien... Aceptados como invenciones de la imaginación, no carecen de cierto mérito; pero, como decimos, Villarroel no es autor de la invención sino simplemente el decorador que adorna y reviste la obra conforme a las exigencias de su gusto; por eso, si no podemos juzgar de su facultad inventiva, debemos anticipar que, si hubiera dado a su estilo un poco más de flexibilidad, apartándolo algo de los asuntos demasiado serios en que estaba acostumbrado a ejercitarse, habría producido indudablemente cuentos tan agradables y entretenidos como los de otros autores populares hoy.
José Toribio Medina

A su vez, el propio Zaldumbide, describiría la obra de Villarroel como llena de una vaga idea del jovial humor inocente y caracterizado por su "malicioso candor". Además:

Su inteligencia tan apegada a las cosas de la vida, tan curiosa de los hechos y de sus lecciones, aplicaba a toda circunstancia la clara humanidad de su filosofía; la tendencia a encarnarla en la anécdota, a aplicar el sentido entrevisto en la concordancia ideal de pasos históricos semejantes o reducibles a igual significación moral; el gusto por la realidad y por los más humanos movimientos del alma; la afición a la historia como espectáculo y como  enseñanza, y otras condiciones de su espíritu, tales como la fértil vivacidad de su retentiva, arrastran a cada paso su pluma hacia el caso concreto y significativo; le llevan a ilustrar su idea con pinturas de ordinario ingenuas, a concertar sus razones en moraleja.
Gonzalo Zaldumbide

## Legado

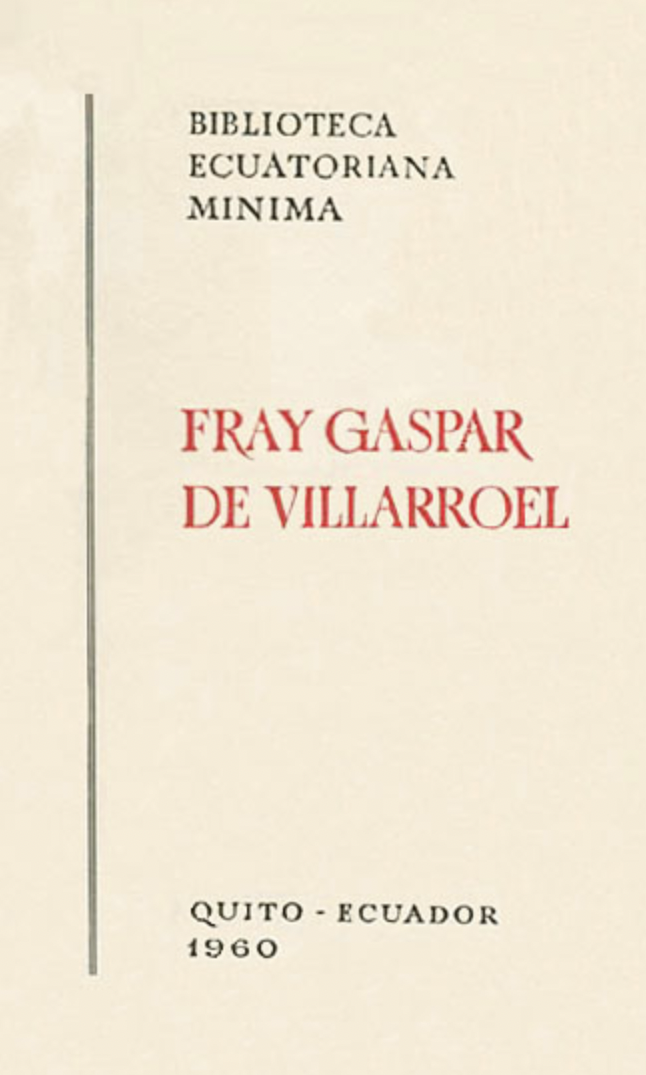
Estudio de Gaspar de Villarroel

Fray Gaspar de Villarroel es junto a Alonso de la Peña Montenegro, Antonio de Bastidas y Pedro de Mercado uno de los escritores más importantes del siglo XVII de Ecuador. Sus escritos son una ventana a las costumbres, vida y pensamiento no solo de la Real Audiencia de Quito, sino de la monarquía española. Su interpretación de los principios del derecho civil y canónico fueron precursores de la metodología que se desarrollaría en la orden jesuita con el nombre de probabilismo, que sería discutido posteriormente por Juan Bautista Aguirre y Eugenio Espejo en el siglo XVII. Sus ensayos muestra la relación entre los reyes y papas lo que a su vez es una ventana hacia la forma de gobierno bajo la monarquía católica desde el punto de vista de un americano que vivió en varios cabildos de Sudamérica. La tendencia a veces regalista de sus argumentos es compensada por su humor y amplia cultura que se vio influenciada por los escritores de finales del siglo de oro español.
Por otro lado en su vida política, fue junto a Lope Díez de Aux y Armendáriz uno de los quitenses más destacados en la monarquía. Siendo Villarroel el obispo de Chile querido por su labor, virtud y apoyo durante el terremoto, mientras que Lope Díez Armendáriz el primer virrey criollo de Nueva España. Estas relaciones políticas entre los que ahora son distintos países, así como la influencia cultural por su amor al teatro y a Lope, son una gran muestra de la dinámica del imperio español durante la última etapa del Siglo de Oro. Todo esto lo consideró su gran descubridor, Gonzalo Zaldumbide en su estudio y además en sus escritos puesto que a partir de su literatura buscaba cultivar la tradición de las letras castellanas teniendo una de las prosas más destacadas de Ecuador.